# Agnès de Frumerie
Agnès de Frumerie est une sculptrice et céramiste française d'origine suédoise, née à Skövde (Suède) en 1869 et morte à Stockholm (Suède) en 1937.

## Biographie
Agnès Augusta Émilie Éléonore Kjellberg est la dernière fille de la pianiste Sophie Kjellberg et de l'ingénieur agricole, Axel Uddmann, qui était un homme porté sur l'alcool et que sa femme va quitter, reprenant son nom de naissance ; elle en a eu trois filles dont la petite Alina morte en bas âge. En 1886, Agnès commence des études d'art et de technique à l'Académie royale des arts libres de Stockholm. Elle y obtient deux ducal et la médaille royale et sera la première Suédoise à obtenir une bourse pour faire le Grand Voyage de trois ans d'études à l'étranger. Après un séjour à Berlin, où elle étudie avec le professeur Otto Lessing, elle se rend en Italie. En 1891, elle est à Paris, où elle restera près de trente ans. Elle y fait la connaissance de Christian et Ida Erickson, Alphonse Mucha, Paul Gauguin, Edward Munch, Claude Debussy, Edward Grieg, Auguste Rodin. Elle épouse le compositeur Garfield de Frumerie, de vingt ans son aîné, en 1893. Il fera tout pour que son épouse puisse développer ses nombreux talents artistiques, ce qui n'est pas fréquent pour l'époque. En 1901 elle obtient le 1er prix de sculpture au salon de l'Union des Femmes peintres et sculpteurs. Au Salon de 1904 elle expose cinq statuettes copie des Causeuses de Camille Claudel, qui s'en plaindra à son frère en 1909 (voir notes Revue de Paris). Sa collaboration avec Edmond Lachenal dure jusqu'en 1907, elle y côtoie Émile Decœur (1876-1953) qui est alors apprenti de 1890 à 1907. Elle vend bien et reçoit plusieurs distinctions et récompenses. 
Elle écrit aussi des pièces dramatiques pour le théâtre comme : Les survivants, qui est encore jouée des décennies après. À la déclaration de la Première Guerre mondiale, elle rentre en Suède où elle se trouve séparée par obligation de son mari et va habiter dans le Danderyd, où le couple a fait construire une maison. Elle a travaillé des objets dans différents matériaux ; argent, étain, bronze, marbre, poterie. Elle fut la première à lancer en Suède les objets en pâte de verre dans sa propre fabrique qu'elle créa à son retour en 1920. En 1930, elle rentre à Hindås, en Suède, et lègue en 1931 une grande quantité d'objets au Västergötlands Museum et au Skaraborgs läns museum : peintures, dessins, mobiliers, sculpture, céramique et pâte de verre, une trentaine d'œuvres dramatiques, lettres, photos et textes biographiques. En 1936, Garfield meurt et Agnès va s'éteindre l'année suivante, âgée de 68 ans.

## Œuvres
- 1894 - Christ, céramique réalisée par Adrien Dalpayrat
- 1895 - Soupière, grès flammé
- 1895 - Portrait de Strindberg, réalisé en cinq séances. Buste sculpté
- 1897 - Six objets en céramique dont vase à la sorcière et vase à la dryade, en collaboration avec Ed. Lachenal
- 1900 - Madonne, faïence, dimensions : H : 22 cm X L : 26,5 cm X P : 17,5 cm signée, datée à l'intérieur tampon Forster avec une abeille et inscrit. Déposé, 129
- 1900 - La Pause au Bal : trois femmes en habit de fête conversent joyeusement sur un canapé. Faïence, H : 37 cm, L : 56 cm, Tour :40 cm, signée Lachenal céramiste et A. de Frumerie Sculpt
- vers 1900 - Vase grotesque, grès, dimensions : H : 18 cm, L : 15 cm, Profondeur : 13 cm marqué Lachenal et signé Agnès de Frumerie
- vers 1900 - Vase aux ondines, réalisé à Vienne par Forster.
- 1901 - Les Trois Muses, vase en porcelaine H : 54,6 cm incisé Agnès de Frumerie réalisé par Lachenal
- 1901 - Ève et le Serpent, vase en faïence, H : 42 cm. Musée des Arts Décoratifs legs mai 1966 inv 40 308 - Edmond Lachenal, céramiste, sculpteur A. de Frumerie
- 1902 - Buste de Mutter mit Kind, vente Autriche, septembre 2004
- 1904 - Les Commères, céramique, 32 cm X 26 cm, vente France, novembre 2005
- 1904 - Raoul, bronze. H : 34 cm, vente Suède 1994
- 1906 - Glatt sällskap, människor i Soffa, sculpture bronze. Vente Suède décembre 2002
- 1908 - Le Fruit Défendu, plâtre
- 1911 - Femme nue, dansant, sculpture en marbre, H : 55 cm, vente Suède 1997
- N- D - Geisha courroucée, céramique vente France 2002
- N- D - Jeune femme songeuse, céramique vente France 2002
- N- D - Mère assise autour d'Ams enfant, céramique glacée. Dimensions : H : 25,4 cm, vente États-Unis 12 juillet 2008
- N- D - Kraka-Staende Naken Flicka, marbre H : 53 cm, vente Suède mai 2008
- N- D - Fillette assise, sculpture, volume en Bronze H : 27,5 cm, vente Suède mai 1997
- N- D - La Mélancolie, sculpture Marbre. Diamètre : 50 cm, vente Suède novembre 1995

## Galerie

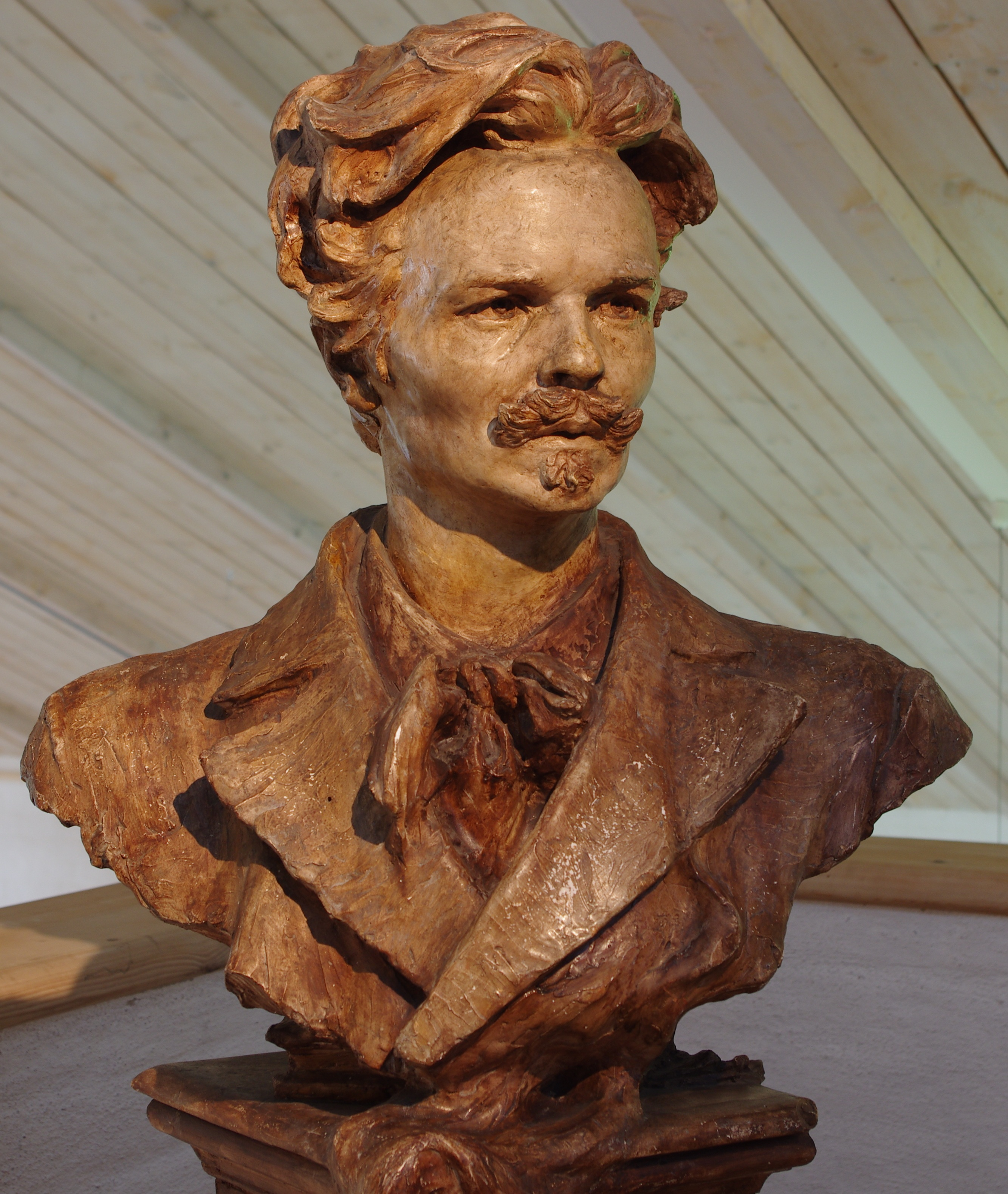
August Strindberg, buste 1895
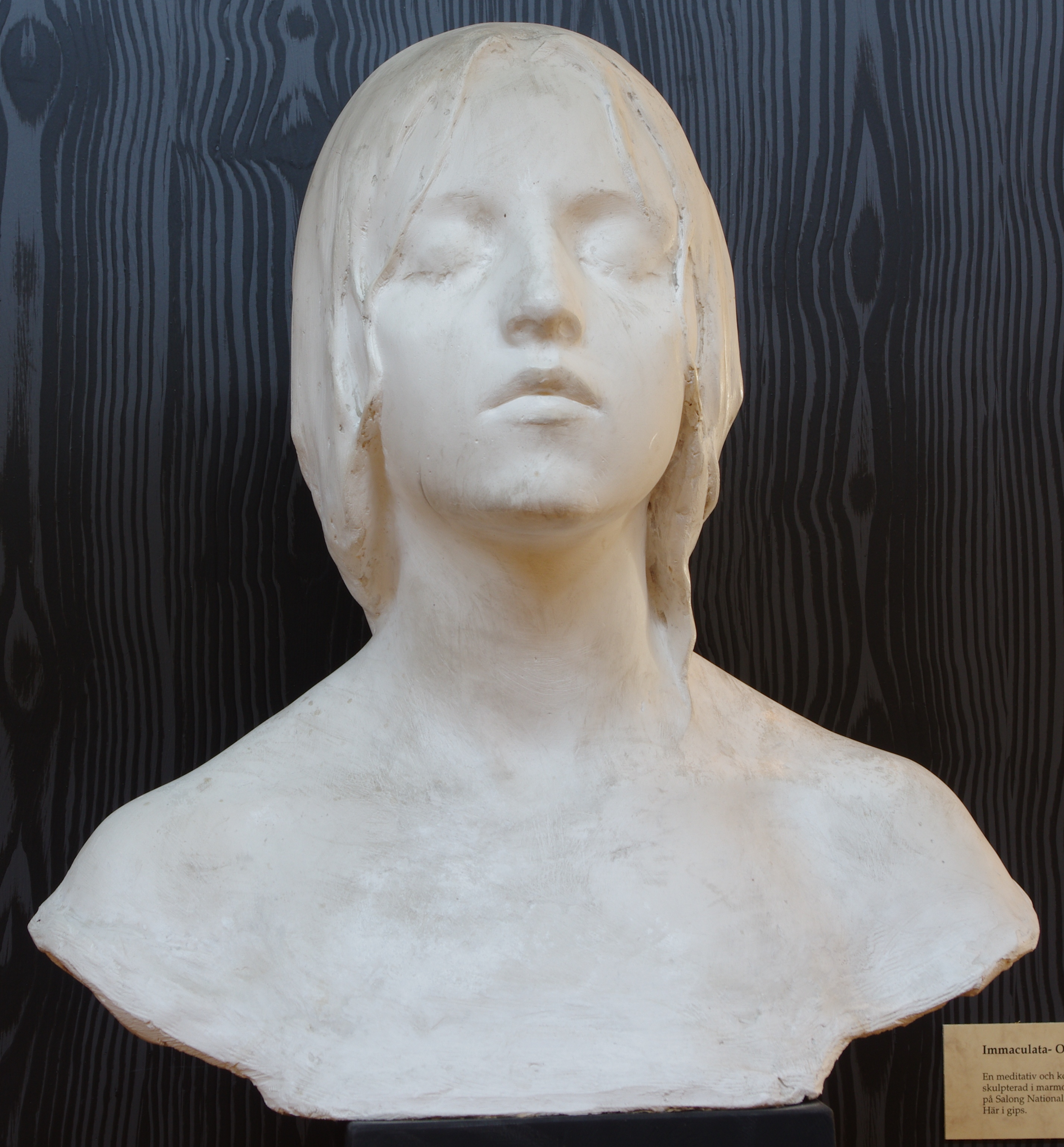
Immaculata (la Vierge), sculpture 1897
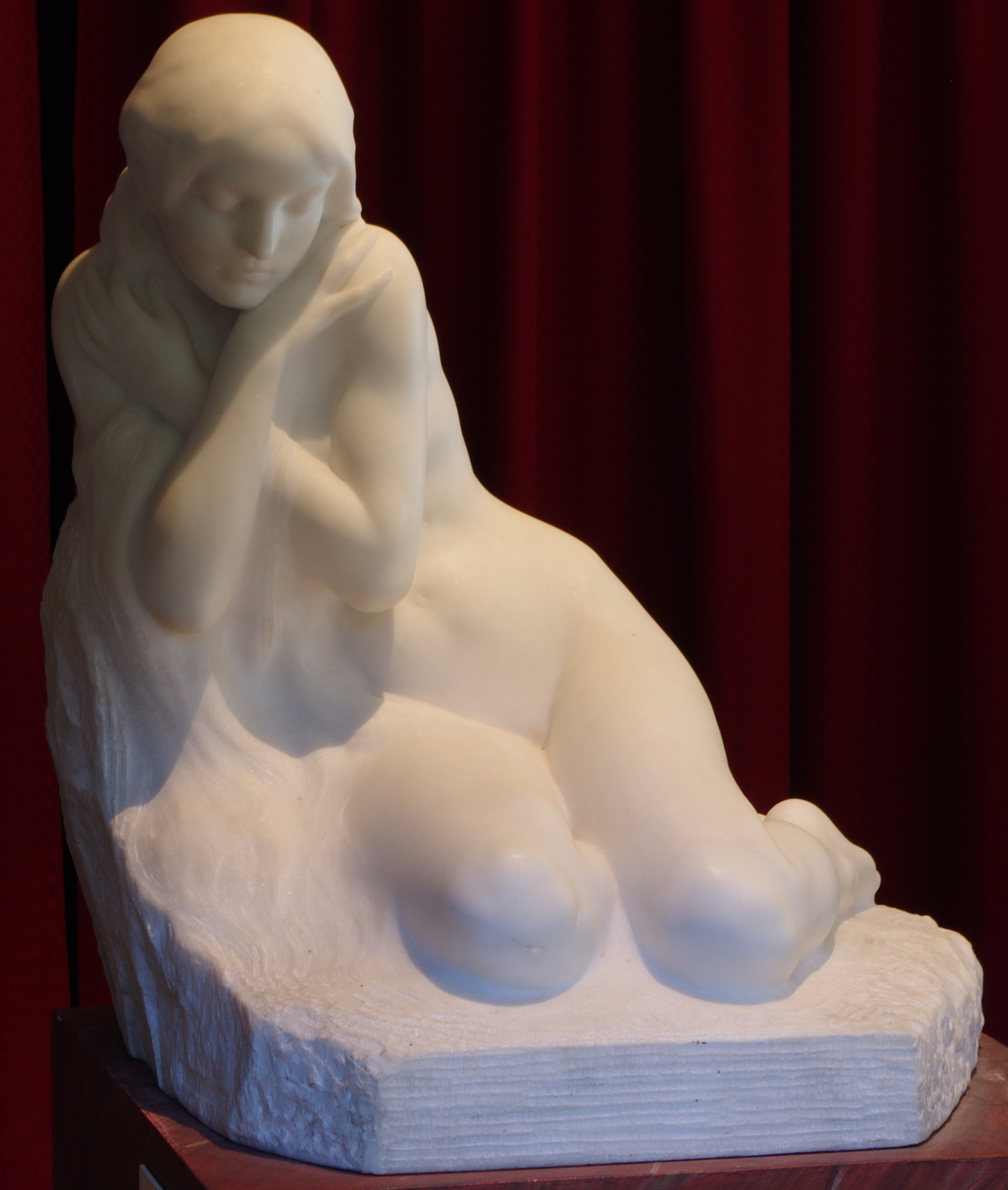
J'ai froid (Jag fryser), sculpture 1921

## Récompenses et distinctions
- 1889 - Deux Ducal [réf. nécessaire] et la Médaille Royale[5]
- 1893 - Membre de la Société nationale des Beaux-Arts de Paris[6]
- 1901 - 1er prix de sculpture de l'Union des Femmes peintres et sculpteurs, Paris[3]

## Salons -Expositions
- 1895 - Galerie Georges Petit
- 1895 - Salon des artistes français no 3681 du catalogue
- 1904 - Salon des Beaux-Arts "Les Vieilles Commères" 5 statuettes jugées excellentes
- 1905 - Salon des Beaux-Arts
- 1907 - Salon des Arts Décoratifs
- 1908 - Salon de la Société Nationale des Beaux-Arts Le Fruit Défendu plâtre
- 2006 - Musée des Arts-Décoratifs de Buenos Aires (Argentine) : Céramicas Francesca, Collection de Molina

## Musées
- Musée de Västergötland (Suède)
- Nationalmuseum de Stockholm (Suède)
- Musées dans la Skara (Suède)
- Musée de Cahors (Base Arcade) Poésie et Musique
- Musée des Arts Décoratifs de Buenos Aires, Argentine
- Musée des arts décoratifs de Paris (France) vase Ève et le Serpent